# Rajdowe Samochodowe Mistrzostwa Polski 1980
Ten artykuł dotyczy sezonu 1980 Rajdowych Samochodowych Mistrzostw Polski.

## Kalendarz[1]
| Runda | Data               | Nazwa rajdu         | Baza rajdu | Nawierzchnia | Zwycięzca        | Raport |
| 1     | 28-29 marca        | 9. Rajd Elmot       | Świdnica   | asfalt       | Bogdan Wozowicz  | Wyniki |
| 2     | 11-13 kwietnia     | 5. Rajd Krakowski   | Kraków     | asfalt       | Maciej Stawowiak | Wyniki |
| 3     | 10-12 lipca        | 40. Rajd Polski     | Wrocław    | asfalt       | Maciej Stawowiak | Wyniki |
| 4     | 22-24 sierpnia     | 18. Rajd Warszawski | Warszawa   | asfalt       | Błażej Krupa     | Wyniki |
| 5     | 19-20 września     | 29. Rajd Wisły      | Wisła      | asfalt       | Maciej Stawowiak | Wyniki |
| 6     | 24-25 października | 10. Rajd Elmot      | Świdnica   | asfalt       | Maciej Stawowiak | Wyniki |

1. ↑  Zwycięzcą klasyfikacji generalnej 40 Rajdu Polski był Hiszpan Antonio Zanini, Maciej Stawowiak w klasyfikacji generalnej zajął ósme miejsce, a wygrał klasyfikację RSMP
2. ↑  Zwycięzcą klasyfikacji generalnej 18 Rajd Warszawskiego był Francuz Bernard Beguin, Błażej Krupa w klasyfikacji generalnej zajął trzecie miejsce, a wygrał klasyfikację RSMP

## Klasyfikacja generalna kierowców[1]
Punkty w klasyfikacji generalnej RSMP przyznawano za 15 pierwszych miejsc według systemu: 25-21-18-15-12-10-9-8-7-6-5-4-3-2-1. Do końcowej punktacji zaliczano zawodnikom 5 najlepszych wyników. Sklasyfikowano 39 zawodników. Wyniki pierwszych ośmiu kierowców:
| Poz. | Kierowca           | ELM | KRA | POL | WAR | WIS | ELM | Suma pkt |
| ---- | ------------------ | --- | --- | --- | --- | --- | --- | -------- |
| 1    | Maciej Stawowiak   | 2   | 1   | 1   | (3) | 1   | 1   | 121      |
| 2    | Andrzej Koper      | 3   | 3   | 5   | 4   | 2   |     | 84       |
| 3    | Andrzej Radecki    | 6   |     | 7   | 7   | 4   | 5   | 55       |
| 4    | Błażej Krupa       |     |     | 2   | 1   |     |     | 46       |
| 5    | Bogdan Wozowicz    | 1   |     | 3   | NU  |     |     | 43       |
| 6    | Marek Karczewski   | 4   | 5   |     |     |     | 6   | 37       |
| 7    | Marian Bublewicz   | NU  | 4   |     | 2   | NU  |     | 36       |
| 8    | Jeremi Dernałowicz | 5   | 2   |     |     |     |     | 33       |

| Kolor     | Opis                   |
| --------- | ---------------------- |
| Złoty     | Zwycięzca              |
| Srebrny   | 2. miejsce             |
| Brązowy   | 3. miejsce             |
| Zielony   | Punktowane miejsce     |
| Niebieski | Ukończył nie punktował |
| Fioletowy | Nie ukończył NU        |
| Czarny    | Wykluczony X           |
| Biały     | Nie wystartował NW     |
| Puste     | Nie brał udziału       |

| Poz. | Kierowca           | ELM | KRA | POL | WAR | WIS | ELM | Suma pkt |
| ---- | ------------------ | --- | --- | --- | --- | --- | --- | -------- |
| 1    | Maciej Stawowiak   | 2   | 1   | 1   | (3) | 1   | 1   | 121      |
| 2    | Andrzej Koper      | 3   | 3   | 5   | 4   | 2   |     | 84       |
| 3    | Andrzej Radecki    | 6   |     | 7   | 7   | 4   | 5   | 55       |
| 4    | Błażej Krupa       |     |     | 2   | 1   |     |     | 46       |
| 5    | Bogdan Wozowicz    | 1   |     | 3   | NU  |     |     | 43       |
| 6    | Marek Karczewski   | 4   | 5   |     |     |     | 6   | 37       |
| 7    | Marian Bublewicz   | NU  | 4   |     | 2   | NU  |     | 36       |
| 8    | Jeremi Dernałowicz | 5   | 2   |     |     |     |     | 33       |

| Kolor     | Opis                   |
| --------- | ---------------------- |
| Złoty     | Zwycięzca              |
| Srebrny   | 2. miejsce             |
| Brązowy   | 3. miejsce             |
| Zielony   | Punktowane miejsce     |
| Niebieski | Ukończył nie punktował |
| Fioletowy | Nie ukończył NU        |
| Czarny    | Wykluczony X           |
| Biały     | Nie wystartował NW     |
| Puste     | Nie brał udziału       |

Podział samochodów startujących w RSMP na grupy według regulaminów FIA:
- Grupa I - Seryjne samochody turystyczne. Produkowane w ilości co najmniej 5000 egzemplarzy w ciągu 12 miesięcy. Prawie całkowity zakaz przeróbek mających na celu poprawienie osiągów samochodu. Jeśli pojemność silnika przekraczała 1000 cm3, samochód tej grupy musiał mieć co najmniej 4 miejsca.
- Grupa II - Specjalne samochody turystyczne. Wyprodukowane musiały być w ilości co najmniej 2500 egzemplarzy w ciągu 12 miesięcy. Dozwolony duży zakres przeróbek poprawiających osiągi pojazdu. Ciężar minimalny pojazdu został ograniczony dla poszczególnych klas.
- Grupa III - Seryjne samochody GT. Pojazdy co najmniej dwumiejscowe, produkowane w ilości co najmniej 1000 sztuk w ciągu 12 miesięcy. Ograniczenia przerobek i modyfikacji takie same jak w grupie I.
- Grupa IV - Specjalne samochody GT. Warunkiem homologacji było wyprodukowanie co najmniej 400 egzemplarzy w ciągu 24 miesięcy. Dozwolone przeróbki takie jak w grupie II. Ciężar minimalny pojazdu został ograniczony dla poszczególnych klas.

Grupy podzielone były na klasy w zależności od pojemności skokowej silnika:
- klasa 1 - do 500 cm3
- klasa 2 - do 600 cm3
- klasa 3 - do 700 cm3
- klasa 4 - do 850 cm3
- klasa 5 - do 1000 cm3
- klasa 6 - do 1150 cm3
- klasa 7 - do 1300 cm3
- klasa 8 - do 1600 cm3
- klasa 9 - do 2000 cm3
- klasa 10 - do 2500 cm3
- klasa 11 - do 3000 cm3
- klasa 12 - do 4000 cm3
- klasa 13 - do 5000 cm3
- klasa 14 - do 6000 cm3
- klasa 15 - powyżej 6000 cm3

Oprócz tego w RSMP istniały dwie markowe klasy dla Polskich Fiatów 126p gr. I z silnikami o pojemności 600 cm3 i 650 cm3.

### Grupa II klasa 9-15[1]
| Msc | Kierowca         | Samochód     | Punkty |
| --- | ---------------- | ------------ | ------ |
| 1   | Maciej Stawowiak | Polonez 2000 | 52     |
| 2   | Andrzej Białowąs | Polonez 2000 | 13     |

### Grupa II klasa 8[1]
| Msc | Kierowca        | Samochód              | Punkty |
| --- | --------------- | --------------------- | ------ |
| 1   | Andrzej Koper   | Renault 5 Alpine      | 34     |
| 2   | Andrzej Radecki | Polski Fiat 125p 1500 | 25     |
| 3   | Lesław Orski    | Renault 5 Alpine      | 15     |

### Grupa II klasa 4-7[1]
| Msc | Kierowca        | Samochód                         | Punkty |
| --- | --------------- | -------------------------------- | ------ |
| 1   | Wacław Janowski | Zastava 1300                     | 22     |
| 2   | Lech Radkiewicz | Fiat 128 / Polski Fiat 125p 1300 | 18     |
| 3   | Tadeusz Betlej  | Zastava 1100p                    | 13     |

### Grupa II klasa 1-3[1]
| Msc | Kierowca           | Samochód         | Punkty |
| --- | ------------------ | ---------------- | ------ |
| 1   | Mirosław Krachulec | Polski Fiat 126p | 22     |
| 2   | Janusz Szerla      | Polski Fiat 126p | 18     |
| 3   | Jacek Chojnacki    | Polski Fiat 126p | 10     |

### Grupa I klasa 8[1]
| Msc | Kierowca          | Samochód              | Punkty |
| --- | ----------------- | --------------------- | ------ |
| 1   | Marek Karczewski  | Polski Fiat 125p 1500 | 24     |
| 2   | Ryszard Plucha    | Polonez 1500          | 24     |
| 3   | Zbigniew Maliński | Renault 5 Alpine      | 22     |

### Grupa 1 klasa Polski Fiat 126p 650[1]
| Msc | Kierowca         | Samochód             | Punkty |
| --- | ---------------- | -------------------- | ------ |
| 1   | Andrzej Lubiak   | Polski Fiat 126p 650 | 27     |
| 2   | Marek Ryndak     | Polski Fiat 126p 650 | 19     |
| 3   | Mariusz Kostrzak | Polski Fiat 126p 650 | 13     |

### Grupa 1 klasa Polski Fiat 126p 600[1]
| Msc | Kierowca       | Samochód             | Punkty |
| --- | -------------- | -------------------- | ------ |
| 1   | Henryk Pinis   | Polski Fiat 126p 600 | 22     |
| 2   | Piotr Śnieg    | Polski Fiat 126p 600 | 17     |
| 3   | Tadeusz Bogusz | Polski Fiat 126p 600 | 5      |

### Klasyfikacja pilotów[1]
| Msc | Kierowca               | Samochód         | Punkty |
| --- | ---------------------- | ---------------- | ------ |
| 1   | Ryszard Żyszkowski     | Polonez 2000     | 139    |
| 2   | Włodzimierz Krzemiński | Renault 5 Alpine | 84     |
| 3   | Marek Pawłowski        | Opel Kadett GTE  | 54     |

### Puchar Polskiego Fiata[1]
| Msc | Kierowca         | Samochód              | Punkty |
| --- | ---------------- | --------------------- | ------ |
| 1   | Andrzej Radecki  | Polski Fiat 125p 1500 | 72     |
| 2   | Marek Karczewski | Polski Fiat 125p 1500 | 55     |
| 3   | Jerzy Kobyliński | Polski Fiat 125p 1500 | 49     |

### Klasyfikacja zespołowa[1]
| Msc | Klub                     | Punkty |
| --- | ------------------------ | ------ |
| 1   | Automobilklub Warszawski |        |